# B-sidor 95–00
B-Sidor 95-00 é uma coletânea de lados-B da banda de rock sueca Kent. Lançado em 2000, contém duas músicas inéditas, "Chans" e "Spökstad", sendo que a primeira foi lançada como single.
| Críticas profissionais                                                      | Críticas profissionais |
| Avaliações da crítica                                                       | Avaliações da crítica  |
| Fonte                                                                       | Avaliação              |
| --------------------------------------------------------------------------- | ---------------------- |
| allmusic                                                                    | [ 1 ]                  |
| Esta tabela precisa de ser acompanhada por texto em prosa. Consulte o guia. |                        |

## Faixas

### Disco 1
1. "Chans" (5:21)
2. "Spökstad" (4:41)
3. "Längtan skala 3:1" (6:51)
4. "Om gyllene år" (2:39)
5. "Noll" (4:28)
6. "Önskar att någon…" (3:56)
7. "Basriff" (3:39)
8. "Din skugga" (4:04)
9. "Elever" (4:45)
10. "Längesen vi sågs" (4:29)
11. "December" (3:46)
12. "Utan dina andetag" (4:23)
13. "På nära håll" (3:19)

### Disco 2
1. "Livrädd med stil" (3:03)
2. "Verkligen" (5:30)
3. "Gummiband" (4:46)
4. "Att presentera ett svin" (4:27)
5. "En helt ny karriär" (4:08)
6. "Rödljus" (3:40)
7. "Pojken med hålet i handen (Hotbilds version)" (4:11)
8. "Kallt kaffe" (3:26)
9. "Den osynlige mannen (Kazoos version)" (2:38)
10. "Slutsats" (2:48)

## Singles
- "Chans" (2000-nov-22)